# Jack Yerman

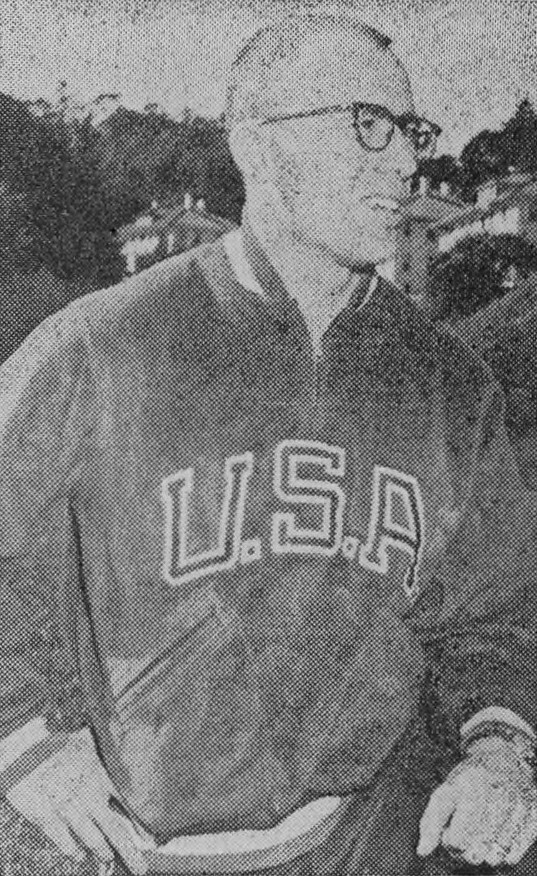
Jack Yerman, 1962

Jack Yerman (Jack Lloyd Yerman; * 5. Februar 1939 in Oroville, Kalifornien) ist ein ehemaliger US-amerikanischer Leichtathlet und Olympiasieger.
Bei den Panamerikanischen Spielen 1959 in Chicago wurde Yerman Sechster im 400-Meter-Lauf. Mit der US-amerikanischen 4-mal-400-Meter-Staffel gewann er die Silbermedaille.
1960 lief Yerman im Vorlauf der US-amerikanischen Olympiaausscheidungen seine persönliche Bestzeit von 46,0 s über 400 Meter. Er gewann auch das Finale in 46,3 s vor Earl Young und Otis Davis. Am 12. August 1960 beim Olympiatest in Walnut liefen Eddie Southern, Young, Davis und Yerman in 3:05,6 min einen neuen Weltrekord über 4-mal 440 Yards. 
Bei den Olympischen Spielen 1960 in Rom schied Yerman im Halbfinale über 400 Meter aus. Die 4-mal-400-Meter-Staffel in der Besetzung Jack Yerman, Earl Young, Glenn Davis und Otis Davis gewann Gold vor der Staffel aus Deutschland. Beide Staffeln blieben über eine Sekunde unter dem alten Weltrekord. Der neue Weltrekord der US-Staffel von 3:02,2 min wurde vier Jahre später im Endlauf der Olympischen Spiele in Tokio unterboten.
Nach seiner Karriere war Jack Yerman Lehrer an einer High School.